# Mästerkatten i stövlar (film)
För andra betydelser, se Mästerkatten i stövlar.
Mästerkatten i stövlar är en svensk komedifilm från 1918 i regi av John W. Brunius.

## Om filmen
Filmen premiärvisades 11 november 1918. Som förlaga har man dansken Palle Rosenkrantz roman Markisen av Carabas, utgiven 1905. Romanen dramatiserades och gavs 1915 och 1916 på Svenska teatern i Stockholm under titeln Mästerkatten i stöflarne med Gösta Ekman som Mästerkatten. Filmen var även John W. Brunius första regiuppdrag inom filmen.

## Rollista i urval
- Gösta Ekman - Karl Konstantin Kattrup, Mästerkatten
- Mary Johnson - Helga Anthon, Pips
- Carlo Keil-Möller - Jörgen Steenfeld
- Gustaf Fredriksson - Emil von Schinkel, kammarherre
- Justus Hagman - Hans Henrik, betjänt på Steensgaard
- John W. Brunius - Markdanner, länsgreve
- Märtha Lindlöf - Markdanners hustru
- Anna Carlsten - Rose, Markdanners dotter
- Sam Ask - Kristen Bögedal, tomtjobbare
- Karl Gerhard - Johansen, von Schinkels betjänt
- Gustaf Bengtsson - dräng på Steensgaard
- Palle Brunius - skogvaktarpojke
- Carl Schenstrøm - en man på festen
- Carl Johannesson - en man på festen
- Hugo Jacobson - en man på festen
- Valfrid Andersson - auktionsförrättare